# Аніньйон
Аніньон (ісп. Aniñón) — муніципалітет в Іспанії, входить в провінцію Сарагоса, у складі автономного товариства Арагон. Муніципалітет розташований у складі району (комарки) Калатаюд. Займає площу 52,56 км². Населення  — 818 осіб (на 2010 рік).
Муніципалітет розташований на відстані близько 200 км на північний схід від Мадрида, 70 км на захід від Сарагоси.

## Демографія
Динаміка населення (INE ):